# Tilion
Tilion es un personaje ficticio perteneciente al legendarium del escritor británico J. R. R. Tolkien, que aparece en su libro póstumo El Silmarillion. Es un maia, uno de los ainur menores, a las órdenes del vala Oromë.
Tras la destrucción de los Dos Árboles de Valinor, Tilion fue elegido por los Valar para conducir a Ithil (la Luna) por los cielos. Como se siente atraído por Arien, la maia conductora de Anar (el Sol), a veces Tilion consigue conducir a Isil hasta Anar, tapándolo y haciendo que el día se vuelva noche. Esta es la explicación que Tolkien da en su legendarium para los eclipses solares.